# Вовкоріз Данило Савинович
Вовкоріз Данило Савинович (1767  — 1824 , Катеринодар ) — перший міський голова м. Єкатеринодар (нині м. Краснодар, РФ). До Чорноморського козацького війська вступив 1789, воював з турками біля Акермана (нині м. Білгород-Дністровський), Хаджибея (нині на території Одеси), Ізмаїла, Бендер (нині місто, Молдова) та ін., був поранений. 20 жовтня 1793 обійняв посаду міського голови м. Єкатеринодар. У листопаді 1794 склав перший реєстр мешканців міста. Оскільки обов'язки міського голови здійснювалися на громадських засадах, В. у січні 1795 подав у відставку «для поиска себе пропитания». Згодом — військовий скарбник, член військової канцелярії, піклувався соборною православною церквою. 1806 за сумлінну службу нагороджений золотим годинником. Мешкав з сім'єю (дружина і п'ять доньок) у третьому кварталі Єкатеринодара, мав 12 двірських людей.
Помер у м. Єкатеринодар.